# Иттифок (район Рудаки)
Иттифок (тадж. Иттифоқ; до 2008 года — Кулбулок) — село в районе Рудаки Республики Таджикистан. Входит в состав джамоата (сельской общины) Султонобод.
Находится на расстоянии 24 км от районного центра (пгт. Сомониён) и 6 км от центра джамоата (село Султонобод).
Население — 1188 чел. (2017).